# 수소에너지고등학교
수소에너지고등학교(水素에너지高等學校)는 대한민국 전북특별자치도 완주군 삼례읍 후정리에 있는 공립 고등학교이다.

## 학교 연혁
- 1952년 5월 9일 : 사립 삼례고등학교 설립인가
- 1961년 2월 24일 : 공립 삼례고등학교로 개편
- 1967년 10월 5일 : 삼례종합고등학교로 개편
- 1977년 11월 4일 : 삼례공업고등학교로 개편
- 1979년 2월 27일 : 병설중학교 분리
- 2009년 12월 16일 : 전문계고 특성화 학과 지정. 자동화기계과 3학급, 섬유디자인과 2학급, 전기제어과 2학급, 전자제어과 2학급으로 개편
- 2019년 3월 1일 : 신소재화공과를 바이오화학과로 개편
- 2020년 3월 1일 : 학과개편(자동화기계과→도제기계과, 전기제어과→부사관전기과, 전자제어과→드론항공과)
- 2020년 3월 1일 : 전북하이텍고등학교로 교명 변경
- 2022년 9월 1일 : 제24대 한천수 교장 부임
- 2023년 1월 10일 : 제71회 졸업생 88명(총 19,547명)
- 2025년 3월 1일 :  수소에너지고등학교로 교명 변경

## 설치 학과
- 수소융합과
- 에너지융합과

## 참고 자료
- 수소에너지고등학교 - 한국교육학술정보원 학교알리미